# Ferdinand Weinke
Pour les articles homonymes, voir Weinke.
Ferdinand Weinke est un joueur de hockey sur gazon allemand évoluant au poste de défenseur au HTC Uhlenhorst Mülheim et avec l'équipe nationale allemande.

## Biographie
Ferdinand est né le 26 janvier 1995 en Allemagne.

## Carrière
Il a été appelé en équipe nationale en 2018 pour concourir à la Coupe du monde 2018.

## Palmarès
- : 2e à l'Euro U21 en 2014
- : 3e à la Coupe du monde U21 en 2016